# محمد سیاوشی
محمد سیاوشی شاه عنایتی (زاده ۱۳ فروردین ۱۳۶۴) معروف به محمد سیاوشی، بازیکن هندبال ایرانی ست. وی عضو تیم هندبال گلوچ رومانی و همچنین تیم ملی هندبال ایران است.

## دوران باشگاهی
سیاوشی در سن ۱۵ سالگی هندبال خود را از هیئت تهران آغاز کرد. همچنین او در سال ۱۳۸۰ به تیم ملی هندبال ایران در پست دروازه‌بان دعوت شد و جزو اولین افتخارات وی در سال ۱۳۸۳ همراه تیم ملی هندبال جوانان ایران به مقاوم سومی جهان رسیده‌است. سیاوشی در همان سال به همراه پرسپولیس اولین دوره باشگاه‌های آسیا خود را آغاز کرد و به اردوی تیم ملی بزرگسالان دعوت شد. در سال ۱۳۸۵ در همراه تیم ملی بزرگسالان در اردوی کشور روسیه از ناحیه زانو آسیب دید و در نهایت از بازی آسیایی دوحه جا ماند پس دو سال غیبت در تیم ملی نهایت در سال ۲۰۱۴ به تیم ملی هندبال دعوت شد و در بازی‌های مقدماتی جهانی در مقام سوم به جام جهانی صعود کرد. جزو افتخارات دیگر سیاوشی در سال ۲۰۱۷ در تورنمنت هلند به همراه تیم باشگاهی شهرداری کاشان به عنوان بهترین دروازه‌بان زمین انتخاب شد.

## افتخارات

### فردی
- سومی جوانان آسیا ۲۰۰۴ هند
- سومی بزرگسالان آسیا ۲۰۱۲ کره جنوبی
- سومی بزرگسالان ۲۰۱۴ بحرین
- سومی همبستگی اسلامی قونیه ترکیه ۲۰۲۱
- دومی نوجوانان آسیا ۲۰۲۲
- بهترین دروازه‌بان ترنمت هلند ۲۰۱۶
- بهترین بازیکن زمین بازی با شیلی جام جهانی ۲۰۲۳ لهستان
- دومین دروازه‌بان پنالتی گیر جهان ۲۰۲۳ لهستان

### حضور
- حضور در جام ملت‌های آسیا ۷ بار
- حضور در جام باشگاه‌های آسیا ۶ بار